# Agroeca coreana
Agroeca coreana är en spindelart som beskrevs av Joon Namkung 1989. Agroeca coreana ingår i släktet Agroeca och familjen månspindlar. Inga underarter finns listade i Catalogue of Life.